# Generali Open 2022
Il Generali Open 2022 è stato un torneo di tennis maschile giocato sulla terra rossa. È stata la 77ª edizione dell'evento, appartenente alle ATP Tour 250 nell'ambito dell'ATP Tour 2022. Si è giocato al Tennis Stadium Kitzbühel di Kitzbühel, in Austria, dal 25 al 31 luglio 2022.

## Partecipanti

### Teste di serie
| Giocatore   | Nazione               | Ranking* | Testa |
| ----------- | --------------------- | -------- | ----- |
| Norvegia    | Casper Ruud           | 5        | 1     |
| Italia      | Matteo Berrettini     | 15       | 2     |
| Spagna      | Roberto Bautista Agut | 19       | 3     |
|             | Aslan Karacev         | 37       | 4     |
| Spagna      | Albert Ramos Viñolas  | 40       | 5     |
| Paesi Bassi | Tallon Griekspoor     | 47       | 6     |
| Spagna      | Pedro Martínez        | 52       | 7     |
| Portogallo  | João Sousa            | 58       | 8     |
| Italia      | Lorenzo Sonego        | 60       | 9     |
| Francia     | Richard Gasquet       | 64       | 10    |

* Ranking al 18 luglio 2022.

### Altri partecipanti
I seguenti giocatori hanno ricevuto una wild card per il tabellone principale:
- Nicolás Jarry
- Filip Misolic
- Jurij Rodionov

Il seguente giocatore è entrato con il ranking protetto nel tabellone principale:
- Dominic Thiem

I seguenti giocatori sono passati dalle qualificazioni:

- Sebastian Ofner
- Vít Kopřiva
- Gerald Melzer
- Hernán Casanova

I seguenti giocatori sono entrati nel tabellone come lucky loser:
- Daniel Dutra da Silva
- Vitaliy Sachko
- Aleksandr Ševčenko
- Ivan Gakhov

### Ritiri
Prima del torneo
- Matteo Berrettini  → sostituito da  Aleksandr Ševčenko
- Alejandro Davidovich Fokina → sostituito da  Juan Pablo Varillas
- Márton Fucsovics → sostituito da  Daniel Dutra da Silva
- Gaël Monfils → sostituito da  Jiří Lehečka
- Oscar Otte → sostituito da  Carlos Taberner
- Arthur Rinderknech → sostituito da  Thiago Monteiro
- Casper Ruud → sostituito da  Vitaliy Sachko
- Tallon Griekspoor → sostituito da  Ivan Gakhov

## Partecipanti al doppio

### Teste di serie
| Nazione  | Giocatore      | Nazione       | Giocatore        | Ranking* | Testa di serie |
| -------- | -------------- | ------------- | ---------------- | -------- | -------------- |
| Germania | Tim Pütz       | Nuova Zelanda | Michael Venus    | 26       | 1              |
| India    | Rohan Bopanna  | Paesi Bassi   | Matwé Middelkoop | 44       | 2              |
| Germania | Kevin Krawietz | Germania      | Andreas Mies     | 60       | 3              |
| Belgio   | Sander Gillé   | Belgio        | Joran Vliegen    | 100      | 4              |

### Altri partecipanti
Le seguenti coppie hanno ricevuto una wildcard per il tabellone principale:
- Lukas Neumayer /  Sebastian Ofner
- Neil Oberleitner /  Jurij Rodionov

La seguente coppia di giocatori è entrata in tabellone come alternate:
- Jonathan Erlich /  João Sousa

### Ritiri
Prima del torneo
- Rohan Bopanna /  Matwé Middelkoop → sostituiti da  Jonathan Erlich /  João Sousa
- Nikola Ćaćić /  Dušan Lajović → sostituiti da  Nikola Ćaćić /  Treat Conrad Huey
- Marcel Granollers /  Pedro Martínez → sostituiti da  Pedro Martínez /  Lorenzo Sonego

## Campioni

### Singolare
Roberto Bautista Agut ha sconfitto in finale  Filip Misolic con il punteggio di 6-2, 6-2.
- È l'undicesimo titolo in carriera per Bautista Agut, il secondo della stagione.

### Doppio
Lorenzo Sonego /  Pedro Martínez hanno sconfitto  Michael Venus /  Tim Pütz con il punteggio di 5-7, 6-4, [10-8].